# Municipio de Cárdenas (San Luis Potosí)
El municipio de Cárdenas es uno de los 59 municipios del estado de San Luis Potosí en México. Su cabecera es la localidad de Cárdenas.
El municipio se encuentra localizado al este de la capital del estado en la Zona Media, la cabecera municipal tiene las siguientes coordenadas: 99°39′ de longitud oeste y 22°0′ de latitud norte, con una altura de 1,200m sobre el nivel del mar. Sus límites son: al norte con Alaquines; al este Tamasopo; al sur Rayón; al oeste Río Verde y a 200  km de la ciudad de San Luis Potosí, con una población de 18,317 habitantes es la cuarta ciudad más poblada de la Zona Media.

## Generalidades
Los primeros pobladores fueron los frailes, que ocuparon el terreno en el primer tercio del siglo XVII, ellos ocuparon rancherías y haciendas entre las que destacan la enorme hacienda de Ciénega de San Nicolás, fundada al parecer por Luis de Cárdenas. 
En esos años se habla de ella como la Ciénega de San Nicolás, y por el apellido de su propietario se le llamó después Hacienda de Cárdenas. 

## Escudo
El escudo comprende simbólicamente cinco etapas de la existencia de Cárdenas, sus colores son: amarillo, verde, azul, naranja y rojo; en la parte superior tiene delineadas tres especies de fósiles de los que se encuentran en las inmediaciones de la población; en la parte media a su izquierda, interpreta la primera visita en estos lares de los frailes Juan Bautista Mollinedo y Juan Cárdenas, así como o más representativo de los aborígenes; a la derecha un croquis de la hacienda, sus productos y la esclavitud a que sometida la pamería; al centro el sol sobre el picacho; abajo a la izquierda una máquina saliendo del cerro trozado simbolizando el tren inaugural de 1890; a la derecha de la parte inferior un pergamino como alegoría de la constitución del municipio.

## Historia

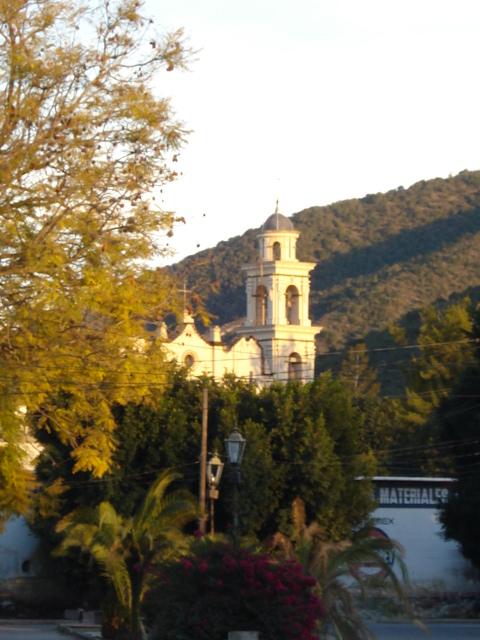
Cúpula de iglesia.

### Origen de la ciudad
Durante más de un siglo fue poseída por la familia Cárdenas. Durante todo ese tiempo y años después fue en aumento su población en las que había familias de todas castas, pero la mayoría eran pames y pocos hablaban el castellano, no estaban concentrados en una sola localidad sino en varias rancherías dispersas, y uno o dos frailes de la misión de Alaquines los atendían en lo religioso. 
En el año de 1761 la hacienda de la Ciénega era propiedad de Manuel Antonio Rojo del Río, Lafuente y Vieyra. Al serle confiscados y rematados sus bienes, estos pasaron a poder de Félix María Calleja del Rey y posteriormente a Felipe Barragán. A la muerte de este último, dicha propiedad quedó en poder de sus hijas Juana y Luisa Barragán. 
Al sobrevenir la guerra de la Independencia de México en 1810, se registraron diversos hechos de armas en territorio de la hacienda de Cárdenas. Se mencionan en diversos combates las fuerzas realistas al mando de Cayetano Quintero y Felipe de la Garza y las guerrillas insurgentes de Desiderio Zárate C.

### El ferrocarril en Cárdenas
En 1881 empezó uno de los proyectos que formarían al municipio como tal y como uno de los más modernos del estado, el ferrocarril, el proyecto incluiría la construcción de la vía férrea San Luis Potosí-Tampico; la obra avanzaba lentamente, tanto en el extremo potosino como desde Tampico. Hubo las consiguientes interrupciones, contratos no cumplidos, fondos insuficientes, líos judiciales.
En estas obras hubo que superar las dificultades que presentaba el tendido de la vía desde Tamasopo hasta el Altiplano Potosino construyendo varios túneles, horadando montañas. En esta atrevida obra que desafiaba la sierra, al fin se encontraron las vías delante de la actual población de Cárdenas, en la Labor, el mes de abril de 1890. 
A partir de entonces se transformó totalmente la vida en Cárdenas; pronto se instalaron los talleres de la División Cárdenas. Creció la población, se fundó el barrio de Rasconcito y la Colonia Americana, se activó notablemente el comercio con la afluencia de muchas familias que llegaron procedentes de Alaquines, Rayón, Lagunillas y de otros lugares aún más distantes, fue una época eufórica que desbordaba jubilosa en todos los ámbitos de la región. Esta situación duró hasta 1910. 
Para principios del año de 1911 se supo en Cárdenas de los primeros brotes revolucionarios encabezados por Higinio Olivo, nativo de La Labor y Juan Torres Pérez, levantado en armas en El Corito. Las fuerzas de Pedro Montoya y los hermanos Juan y Victoriano Torres entraron en Cárdenas en 1911. En 1912 los hermanos Cedillo, Magdaleno, Saturnino y Cleofas iniciaron una serie de tropelías en abierta rebelión contra el presidente Francisco I. Madero. 
En 1914 los cedillistas estaban posesionados de Cárdenas, allí habían establecido su cuartel general y cometieron atropellos de toda especie. Se apoderaron de la estación y de los trenes de carga y de pasajeros. 
La batalla más importante registrada en Cárdenas durante la Revolución mexicana, se desarrolló el 27 de mayo de 1917. La plaza estuvo defendida por una guarnición al mando del coronel Fidel Garza y los capitanes primeros Ramón Hernández y Margarito Negrete cuando fue violentamente atacado por fuerzas cedillistas. El combate se extendió por toda la población, los atacantes tomaron las instalaciones del ferrocarril, quemaron el tanque de chapopote y la báscula e intentaron quemar la estación.

## Geografía de Cárdenas

### Extensión de Cárdenas
De acuerdo con el Sistema Integral de Información Geográfica y Estadística del INEGI, al año 2020, la superficie total del municipio es de 390.5 km² y representa el 0.6% del territorio estatal. 

### Orografía
Se localizan formaciones montañosas como la sierra de Santa Gertrudis, sierra Paredes, cerro de la chichona, pertenecientes a la sierra madre oriental, El Azafrán, Catana y El Grande. El Picacho es el símbolo de Cárdenas, se eleva a un poco más de 1300 msnm, desde ahí se puede apreciar en su gran mayoría la ciudad, además del crucero de Rayón y la carreta Río Verde-Ciudad Valles.

### Hidrografía
El más importante es el río canoas, siguiéndole el río de la colonia agricolaó.
Se destacan arroyos intermitentes cuando los escurrimientos de las precipitaciones son significativos. Algunos de los arroyos son: El Pantano, Cárdenas, El Chivato, La Megua, La Zorra, El Abanico y Los Charcos.

### Clima
La precipitación anual promedio registrada es de 616.6 mm. y predomina en gran parte del poniente de la región el clima semiseco-semicálido al centro, semicálido-subhúmedo y al oriente semicálido-húmedo con lluvias en verano. Su temperatura media anual es de 26.9°C, llegando a una máxima en verano de 47 grados centígrados y una mínima en invierno de 5 grados celcius. la última nevada en Cárdenas fue el 12 de diciembre de 1997.

## Alcaldes de Cárdenas
Alcaldes - Período de Gobierno
- Alfredo Armería Morales 1920-1921
- Angel Espinoza R. 1922-1923
- Mariano Martínez 1924-1925
- Pablo Anaya 1926-1927
- Rafael E. Anaya 1928-1929
- Pablo Anaya 1930-1931
- Rafael E. Anaya 1932-1933
- Antonio Gómez 1934
- Feliciano Nájera 1934-1935
- Apolonio Turrubiantes 1936-1937
- Enrique Zubiaga Mora 1938-1939
- Taurino Barriga Rivas 1938-1939
- Alfredo Guerrero Mexicano 1939-1940
- Eduardo Birkkit 1940
- Enrique Zubiaga Mora 1940
- Librado Aguilar 1940
- Enrique Zubiaga Mora 1941-1943
- Ramón Alvarez 1944-1946
- Alfonso de Santiago 1947-1949
- Aureliano Anaya G. 1950-1952
- Melquiades Castillo. 1953-1955
- Felipe Castillo Vega. 1955-1958
- Dr. José Trinidad García Ramos. 1958-1961
- René Castillo Vega. 1961-1964
- Enrique Palau Zúñiga. 1964-1967
- Carlos Guzmán. 1967-1970
- Jaime Rodríguez Lara. 1970-1973
- José López Rubio. 1973-1976
- Enrique Zubiaga Ramírez. 1976-1979
- René Castillo Vega. 1979-1982
- Ernesto Torres Alvarado. 1982-1985
- Indalecio Medina Calderón. 1985-1988
- Ernesto Torres Alvarado. 1988-1991
- Amonario Díaz de León. 1991-1994
- Arturo Hernández Maltos. 1994-1997
- Nicolás Torres Torres. 1997-2000
- Jaime Macías Oviedo 2000-2003
- Agustín Pérez Gómez 2003-2006
- José Luis Montaño Chávez 2006-2009
- Falcón Saldierna Martínez 2009-2012
- Arturo Piña Aguilar 2012-2015
- Pedro Alberto Tovar García 2015-2018
- Jorge Omar Muñoz Martínez 2018-2024

## Personajes Ilustres
Higinio Olivo (¿?-1915) - Revolucionario Carrancista, se incorporó a las fuerzas de Cedillo, pero en 1912 se separó de él uniéndose a otros revolucionarios constitucionalistas como Juan Barragán y Jesús Agustín Castro alcanzando el grado de Coronel; fue hecho prisionero por los villistas siendo fusilado en marzo de 1915.
Ildefonso Turrubiartes (1890-1963) - En 1911 se incorporó a las fuerzas de los hermanos Cedillo. Terminada la Revolución fue jefe de una Colonia Agrícola Militar y en 1925 fue ascendido a General Brigadier. Gobernador del Estado de San Luis Potosí durante los años de 1931 a 1935 y durante su gestión se otorgó la autonomía de la Universidad. Falleció el 1 de marzo.
Miguel Ángel Herrera Bravo (1932-2006).- Durante sus primeros años de labores se desempeñó como ferrocarrilero en el municipio, así como en la capital del Estado Potosino. Publicó de entre sus varios libros, la más simbólica obra literaria del municipio “Cárdenas de mis Recuerdos”, posteriormente desarrolló el libro también con base en su actividad histórica «Las Guapas y Gamotes, Dos Comunidades Pames de S.L.P.». Colaborador de varios periódicos y revistas. Fue Socio de la Academia de Historia Potosina. Autor Único del Escudo Oficial del Municipio de Cárdenas, S.L.P.. Cronista de la Asociación Nacional de Cardenenses Potosinos. Obtuvo el Premio de Historia “Francisco Peña” en noviembre de 1984. Profesor-Investigador Asociado y Cofundador del Colegio de San Luis dónde consolidó varias publicaciones dentro de sus áreas de interés y líneas de conocimiento estuvieron las ciencias sociales, historia y geografía. Fue coautor de la primera edición del libro de texto "Geografía e Historia de San Luis Potosí" del tercer grado de primaria de los Libros de Texto Gratuitos (SEP).
Fernando Z. Maldonado (1917-1966) - Ilustre compositor de esta ciudad, uno de sus temas más relevantes y la más conocida por todos "Volver, Volver" que hiciera famosa el autor Vicente Fernández, "No sigas llorando", "Que va", "Amor de la calle", son otros de sus grandes composiciones, muere asesinado junto a su esposa Eglatina Covarrubias en su casa de Cuernavaca, Morelos
Marina Herrera Aragón (1927-2023) Marilú «la Muñequita que Canta» - Consagrada cancionista de bolero y actriz. Ha sido dirigida por las orquestas de José Sabre Marroquín, Chucho Ferrer, Alfredo Núñez de Borbón, Gabriel Ruiz y Agustín Lara, entre otros. Participa cantando en la fundación de la televisión Mexicana en XHTV canal 4. Intérprete de la XEW. Ha grabado más de 30 discos y ha actuado en 14 películas, entre otras protagonizando al lado de Joaquín Pardavé y Sara García. Ha hecho teatro serio y zarzuela bajo la dirección de Álvaro Custodio y Rodolfo Usigli, en el Teatro de Bellas Artes. Formó parte de la Compañía de Paco Miller, de Don Catarino y de Don Alfonso Brito en la Carpa Colonial, alternando con Palillo, Pompín Iglesias y Periquín. Ha dado conciertos en teatros, museos, universidades y casas de cultura, como en el Teatro de Bellas Artes, Teatro Degollado, Teatro de la Paz, en el Auditorio Nacional en el festival del Bolero, Teatro de la Ciudad, Teatro Blanquita, Teatro Lírico, Zócalo de la Ciudad de México. Alternó con Pedro Infante, Libertad Lamarque y Emilio Tuero en el Teatro Tívoli. Ha actuado en los programas de T.V. "Caravana Chrysler” acompañada por José Sabre Marroquín, "Fiesta del Dorado", "La Feria del Hogar" y “Joyas Líricas”, "Sábados con Saldaña" y "Un poco más". Sus éxitos son Calla Tristeza, Nocturnal, Terciopelo, Vereda Tropical y Consentida.

## Turismo

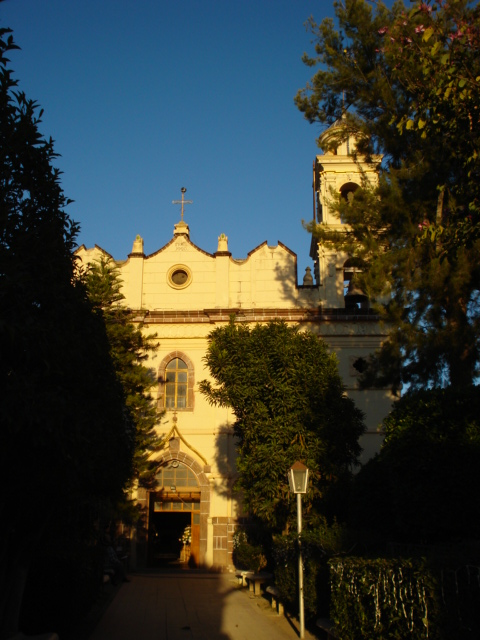
Iglesia principal de Cárdenas.

### Puntos de interés
La ciudad de Cárdenas cuenta con varios monumentos históricos como los que se muestran a continuación:
- Estación de Ferrocarril de Cárdenas
- Exhacienda Ciénega de San Nicolás de Cárdenas

Algunos otros sitios importantes fuera del poblado, o cerca de la ciudad son:
- Río Canoas, que riega al municipio formando varios depósitos naturales llamados pozas.
- Presa de los Nopales, El Naranjo e Higinio Olivo.

### Cementerios
La ciudad cuenta con 1 cementerio que data de finales del siglo XIX, incluso se dice que es de mediados de ese siglo, en el cementerio se encuentra una capilla, tiene dos entradas.

## Infraestructura

### Vías de comunicación
Cárdenas cuenta con un total de 81.7 kilómetros de los cuales 7.8 son de carretera troncal federal pavimentada.
Cabe destacar que las principales vías de comunicación se dirigen al norte a Alaquines, S.L.P. y al sur a la carretera que une a Ciudad Valles S.L.P. con Rioverde, S.L.P. 
Además cuenta con un camino asfaltado hacia la comunidad de Higionio Olivo (la labor).
Debido a la reestructuración de la empresa de ferrocarriles, el municipio ya sólo cuenta con el servicio de carga, habiendo desaparecido el servicio de pasajeros, y el taller de reparación de la empresa ferroviaria que existía en la cabecera municipal.

## Economía
La actividad económica del municipio se lleva a cabo en diversos establecimientos de propiedad privada. El sector oficial participa con establecimientos comerciales de abasto popular, tanto en la zona rural como urbana. Las diversas empresas manufactureras son del orden de 80 establecimientos industriales. 

### Servicios
La demanda de servicios en el municipio es atendida por establecimientos con oferta es diversificada para atender necesidades personales, profesionales, de reparación y mantenimiento, de bienestar social, cultural y de recreación entre otros. Esta actividad genera varios empleos entre la población local. 

### Actividad rural

#### Agricultura
Esta actividad tiene como principales cultivos: maíz, frijol, jitomate, chile y sorgo. 
La comercialización de los productos debido a las necesidades humanas se destina al autoconsumo y cuando se tienen excedentes se comercializa a nivel local o hacia la misma región. 

#### Ganadería
Según el censo al 31 de diciembre de 1999, hay una población total de 6300 cabezas de ganado bovino, destinado para la producción de leche, carne y para el trabajo; 1100 cabezas de ganado porcino; 1100 cabezas de ganado ovino; 3000 de ganado caprino; 5985 cabezas de equino; 7900 aves de corral y 210 colmenas para la producción de miel. 

#### Silvicultura
Las actividades forestales de productos maderables y de recolección se realizan mediante unidades de producción rural.  

## Educación
El municipio cuenta con servicios de educación básica (preescolar, primaria, secundaria), bachillerato, Universidad, Centro de atención múltiple y Capacitación para el Trabajo. 
- 15 jardines de niños, tanto en el área urbana como rural.
- 24 escuelas primarias en el área urbana y rural.
- 13 escuelas secundarias, tanto en el área urbana como rural.

El municipio cuenta con 2 escuelas de bachillerato general y una técnica de capacitación para el trabajo. 
Una Universidad Comunitaria en la salida sur de la cabecera municipal.
De la población de 15 años y más se tienen 10,630 alfabetas contra 1,365 analfabetas que representan el 11.37% de analfabetismo.